# Renate Garisch-Culmberger
Renate Garisch-Culmberger (Baltiejsk, 24 januari 1939 – Borgerende, 5 januari 2023) was een Duitse atlete.

## Levensloop
Garisch-Culmberger werd geboren in Oost-Pruisen, en was een telg uit de familie Garisch von Culmberger. Tijdens de Tweede Wereldoorlog verhuisde ze naar Thüringen en later naar Rügen. Ze huwde met de Oost-Duitse worstelaar Nils Boy.
In 1961 was ze de eerste vrouw uit Duitsland die verder dan 17 meter stootte.
Garisch-Culmberger nam driemaal deel aan de Olympische Zomerspelen op het onderdeel kogelstoten. Op de Olympische Zomerspelen van Rome in 1960 en op de Olympische Zomerspelen van Tokio in 1964 nam ze deel onder de naam Renate Garisch-Culmberger. In Tokio behaalde ze een zilveren medaille met 17,61 meter.
Op de Olympische Zomerspelen van Mexico in 1968 nam ze deel onder de naam Renate Boy, en eindigde ze als vijfde.
Ze overleed op 83-jarige leeftijd.

## Persoonlijk record
| Onderdeel   | Resultaat | Jaar |
| ----------- | --------- | ---- |
| kogelstoten | 17,87     | 1969 |

- World Athletics: 14362643